# Friedrich III. von Leuchtenberg

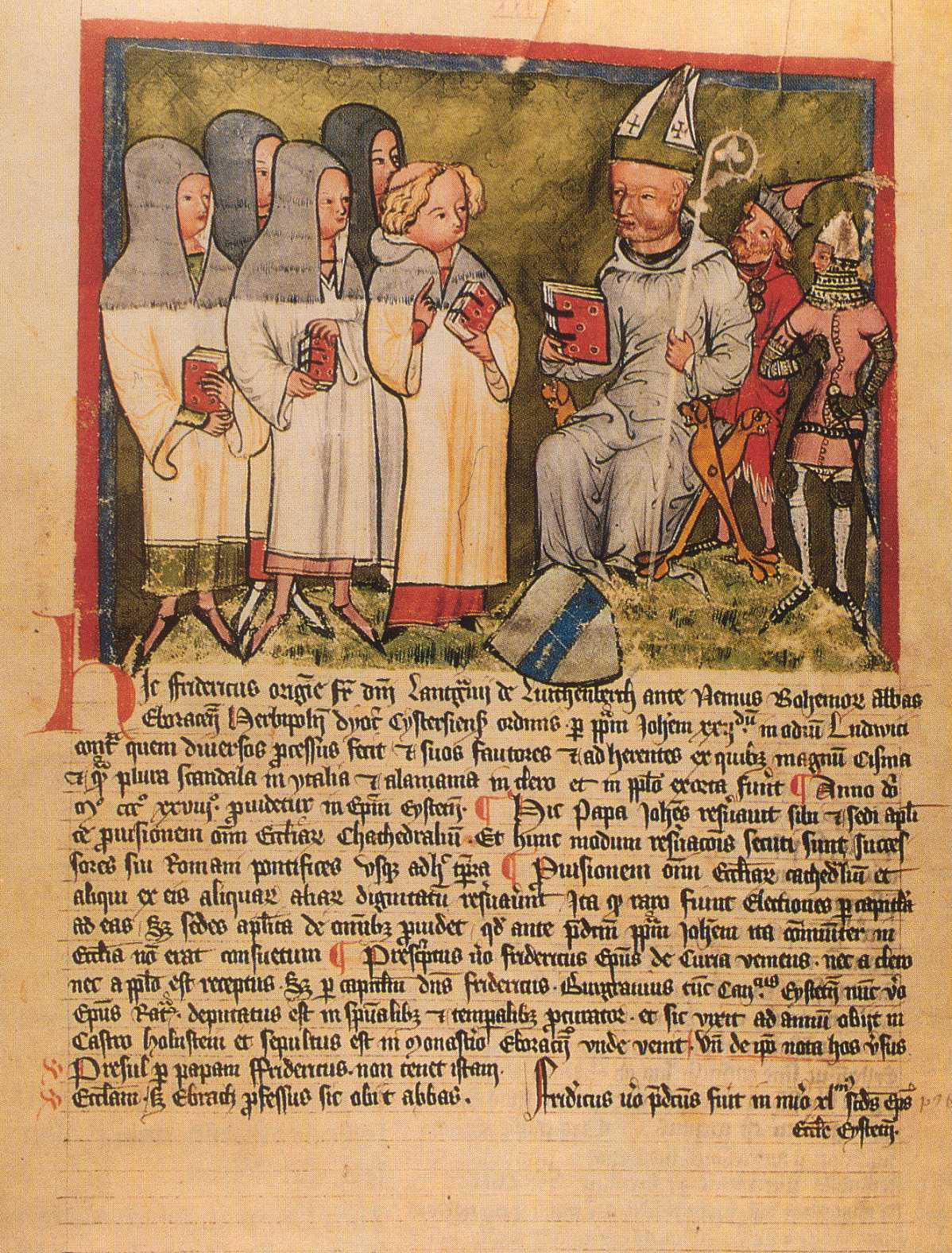
Friedrich III. im Pontifikale Gundekarianum

Friedrich III. von Leuchtenberg († 27. März 1329 auf Burg Holnstein bei Berching) war Fürstbischof von Eichstätt von 1328 bis 1329.

## Herkunft
Friedrich III. stammte aus dem Geschlecht der Landgrafen von Leuchtenberg. Der namensgebende Stammsitz Leuchtenberg liegt heute im Landkreis Neustadt an der Waldnaab in der Oberpfalz. Friedrich III. war der Sohn von Friedrich II. und Elisabeth, einer Tochter des Grafen Rapoto II. von Ortenburg.

## Leben
Friedrich war zunächst Abt des Klosters Ebrach und wurde vom Papst Johannes XXII. zum neuen Bischof von Eichstätt bestimmt. Nach seiner Rückkehr von der Kurie verhinderten Eichstätter Bürger und Geistliche den Einzug des Bischofs. Dieser war daher gezwungen, als Aufenthalt die Burg Holnstein bei Berching zu wählen.
Er starb auf der Burg und wurde in der Gruft der Leuchtenberger in der Klosterkirche Waldsassen bestattet. Der nicht mehr vorhandene Grabstein wurde noch im 16. Jahrhundert von Kaspar Brusch und Wiguleus Hund beschrieben.